# 삼양 500mm f/8
삼양 500mm F8.0 MC 미러는 초망원 렌즈로 풀프레임 DSLR 용으로 설계된 미러렌즈이다. 이 렌즈는 한국의 삼양옵틱스에서 제조되어 로키논(Rokinon) 및 월리멕스(Walimex)를 비롯한 여러 브랜드 이름으로 판매되고 있다. 
이 렌즈에서는 수동 초점만 사용하고 다른 미러 렌즈와 마찬가지로 조리개를 변경할 수 없다. 사용 가능한 마운트로는 T-마운트만 있지만 어댑터를 통해 다른 여러 마운트에 연결할 수 있다. 현재 사용할 수 있는 후드는 없다. 필터는 전면부에서 72 mm 또는 후면에서 30.5 mm를 나사로 조여서 부착할 수 있다.

## 삼양 500mm F8.0 MC 미러 렌즈의 이미지

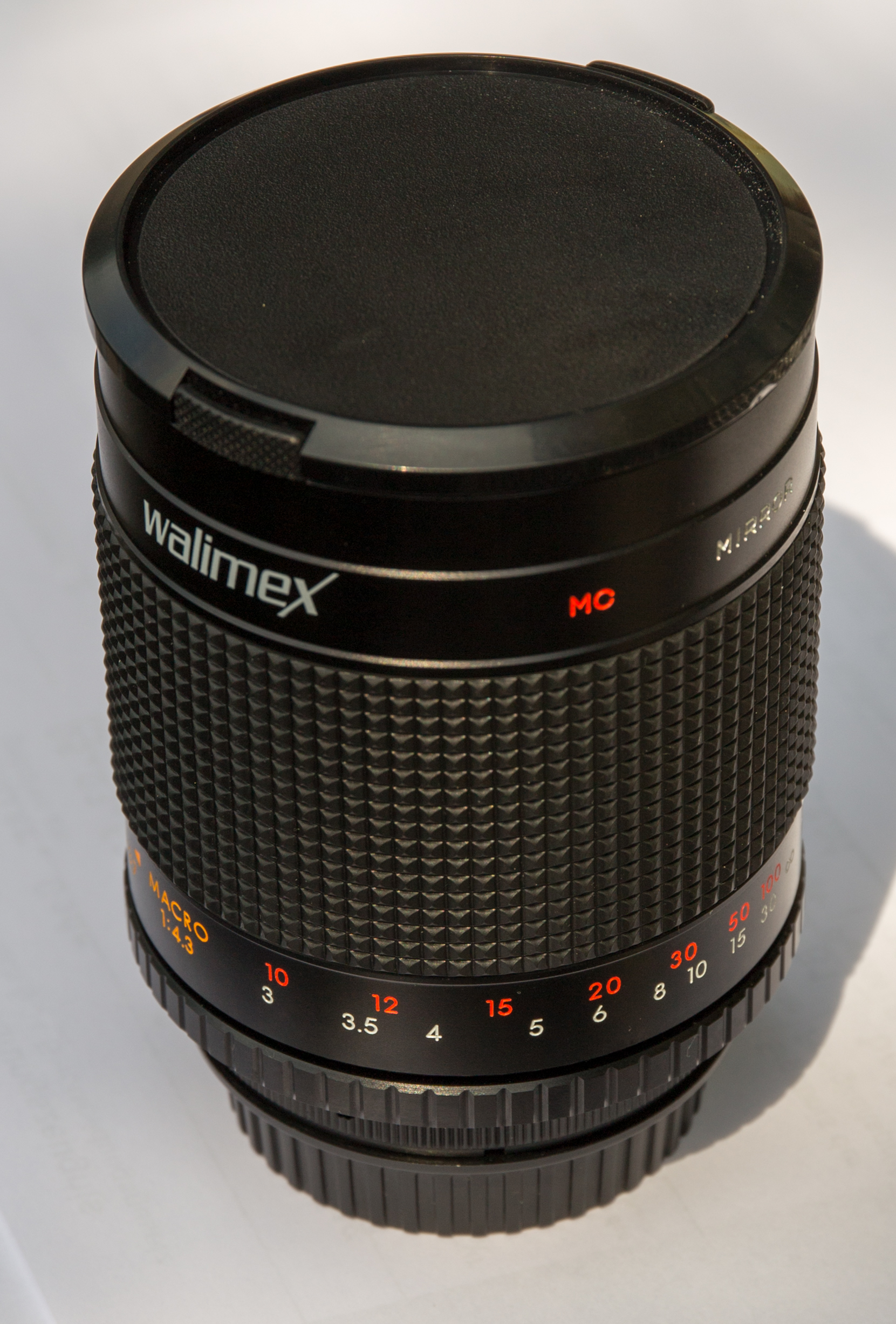
삼양/왈리멕스 500mm f/8.0
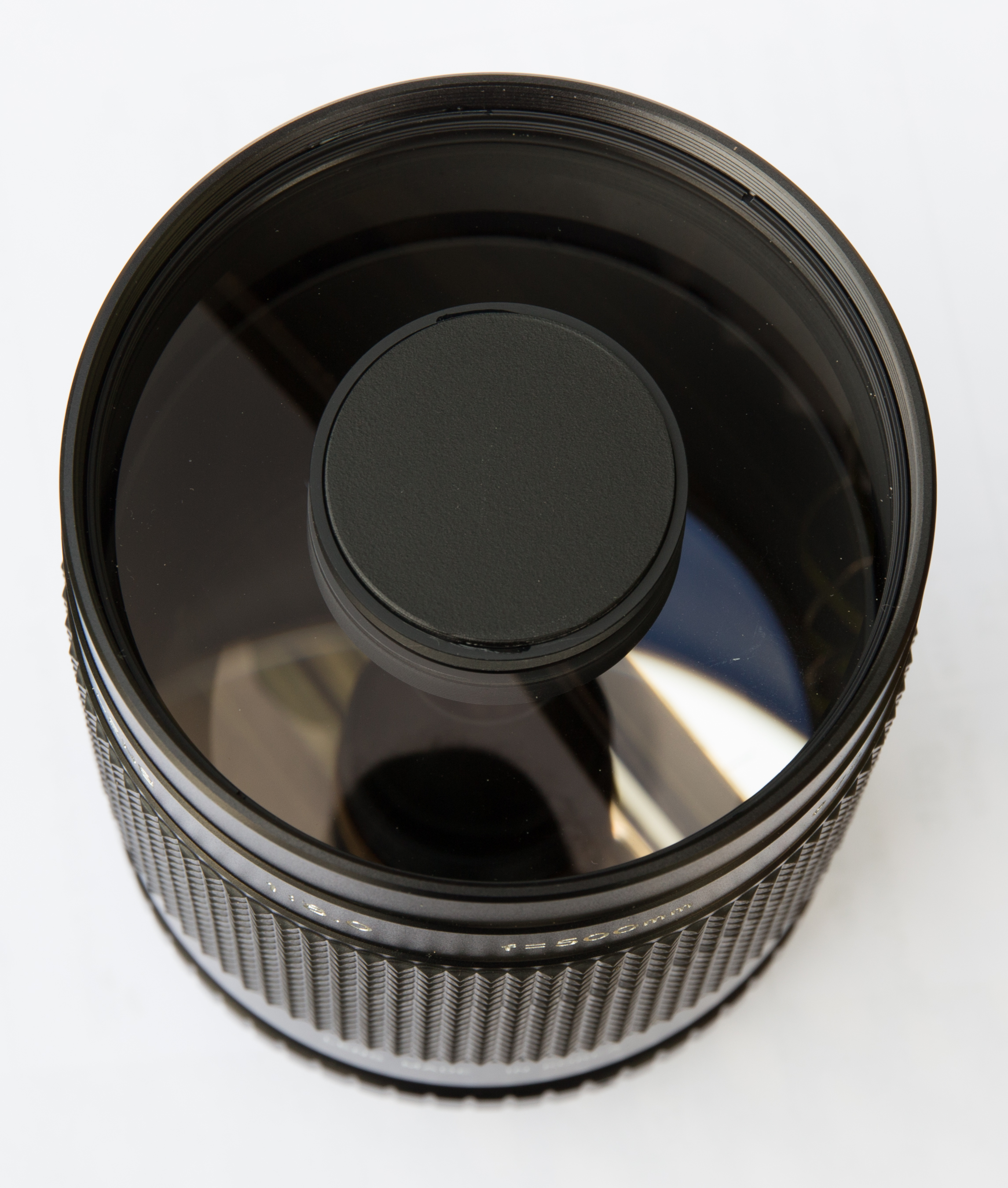
전면부, 삼양/왈리멕스 500mm f/8.0, 하부에 보이는 것은 거울이다.
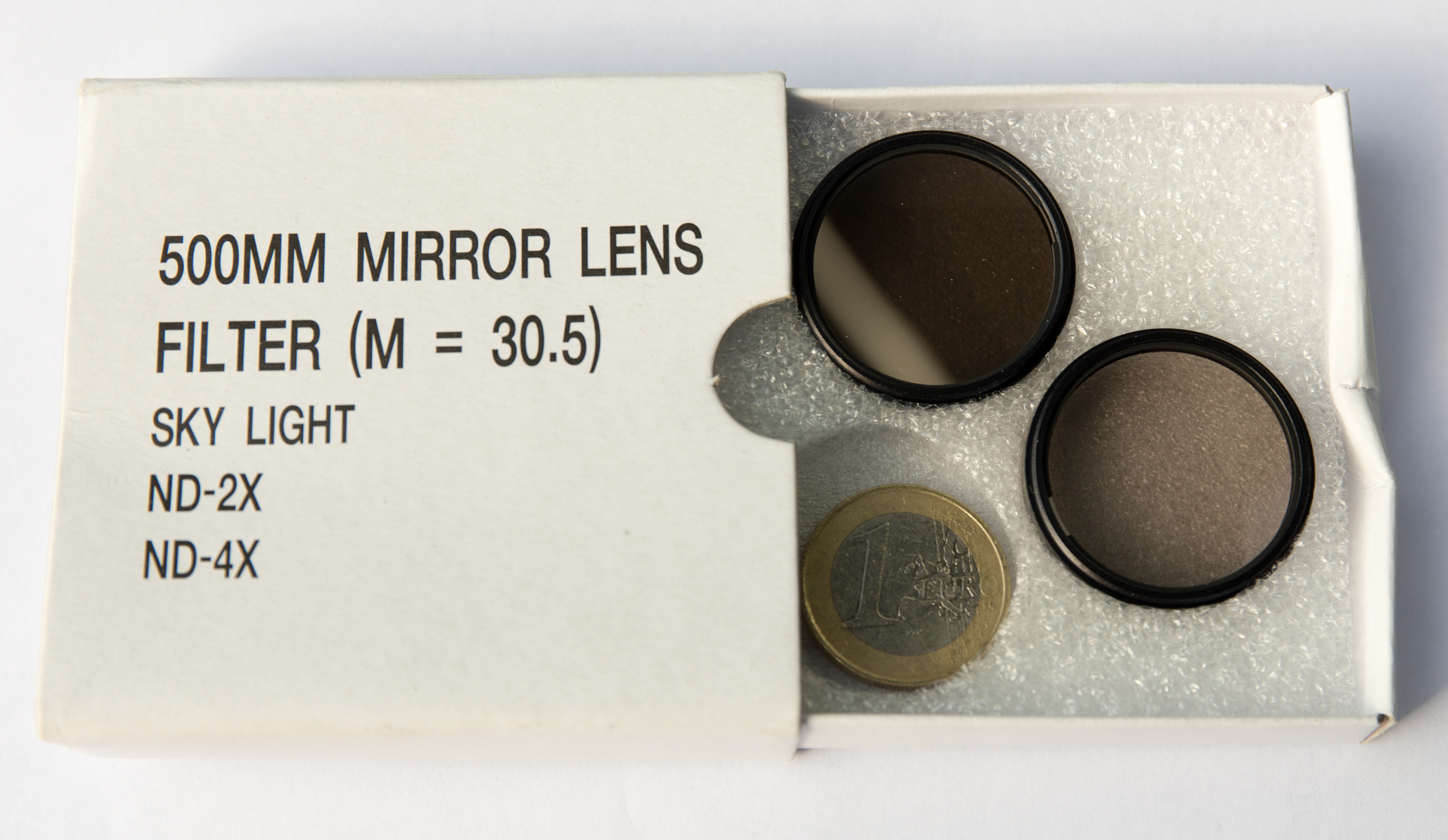
Samyang/Walimex 500mm f/8.0, Skylight, ND2 및 ND4 30.5mm 필터, 납품의 일부
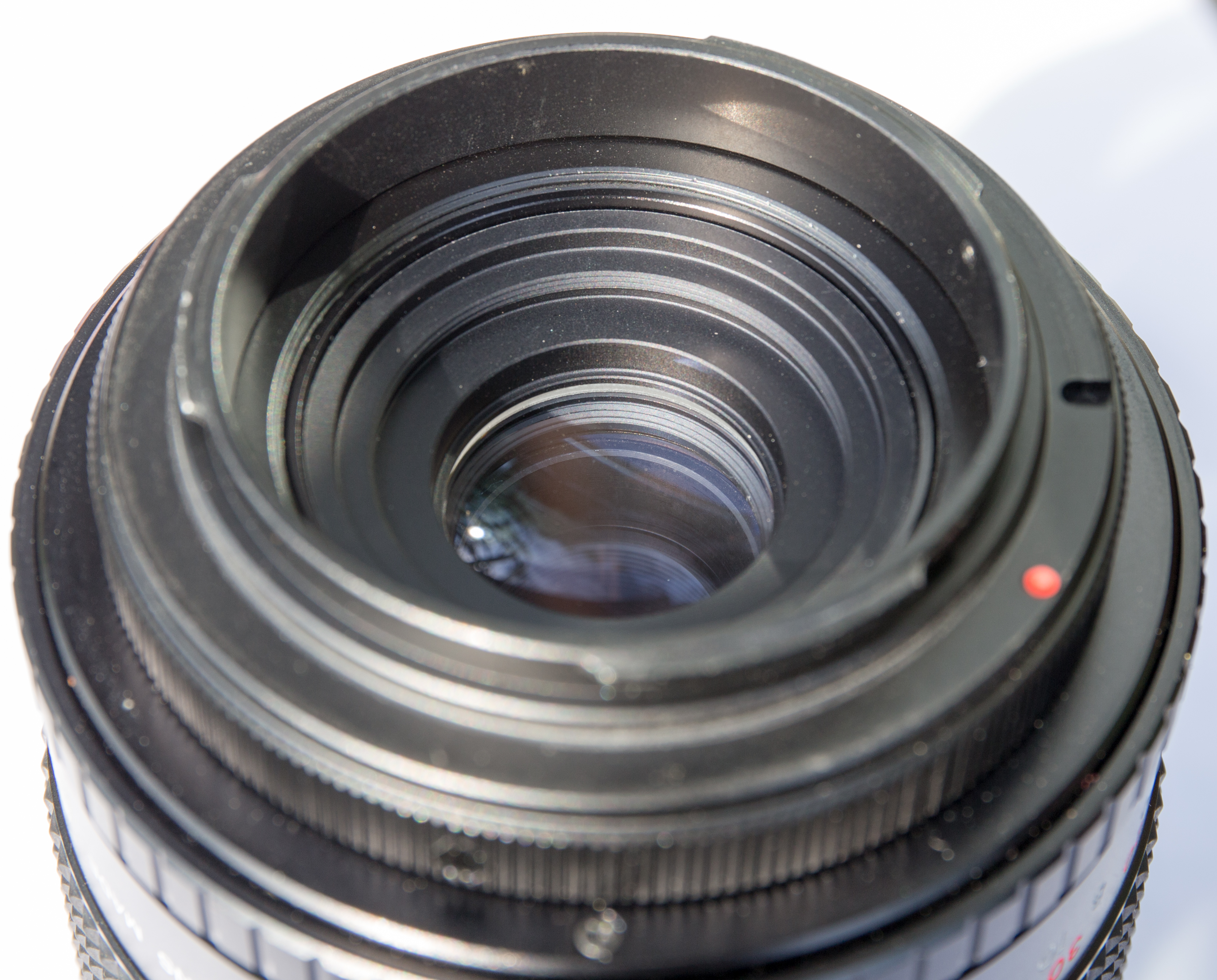
후면 이미지 , Samyang/Walimex 500mm f/8.0, Canon EF용 어댑터 장착
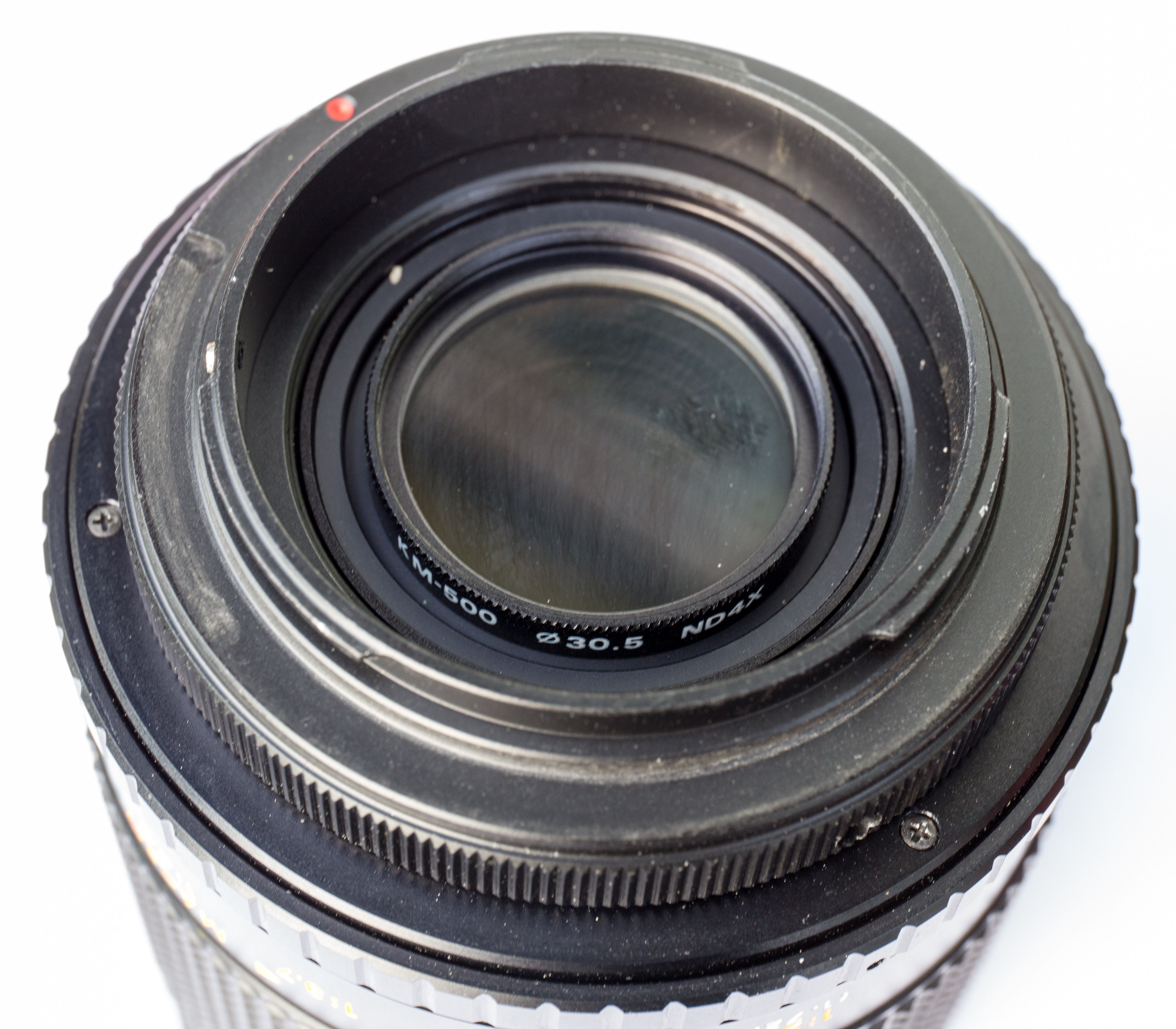
후면 이미지, Samyang/Walimex 500mm f/8.0, ND4 필터 연결, Canon EF 어댑터 장착

## 삼양 500mm F8.0 MC 미러 렌즈로 찍은 사진들

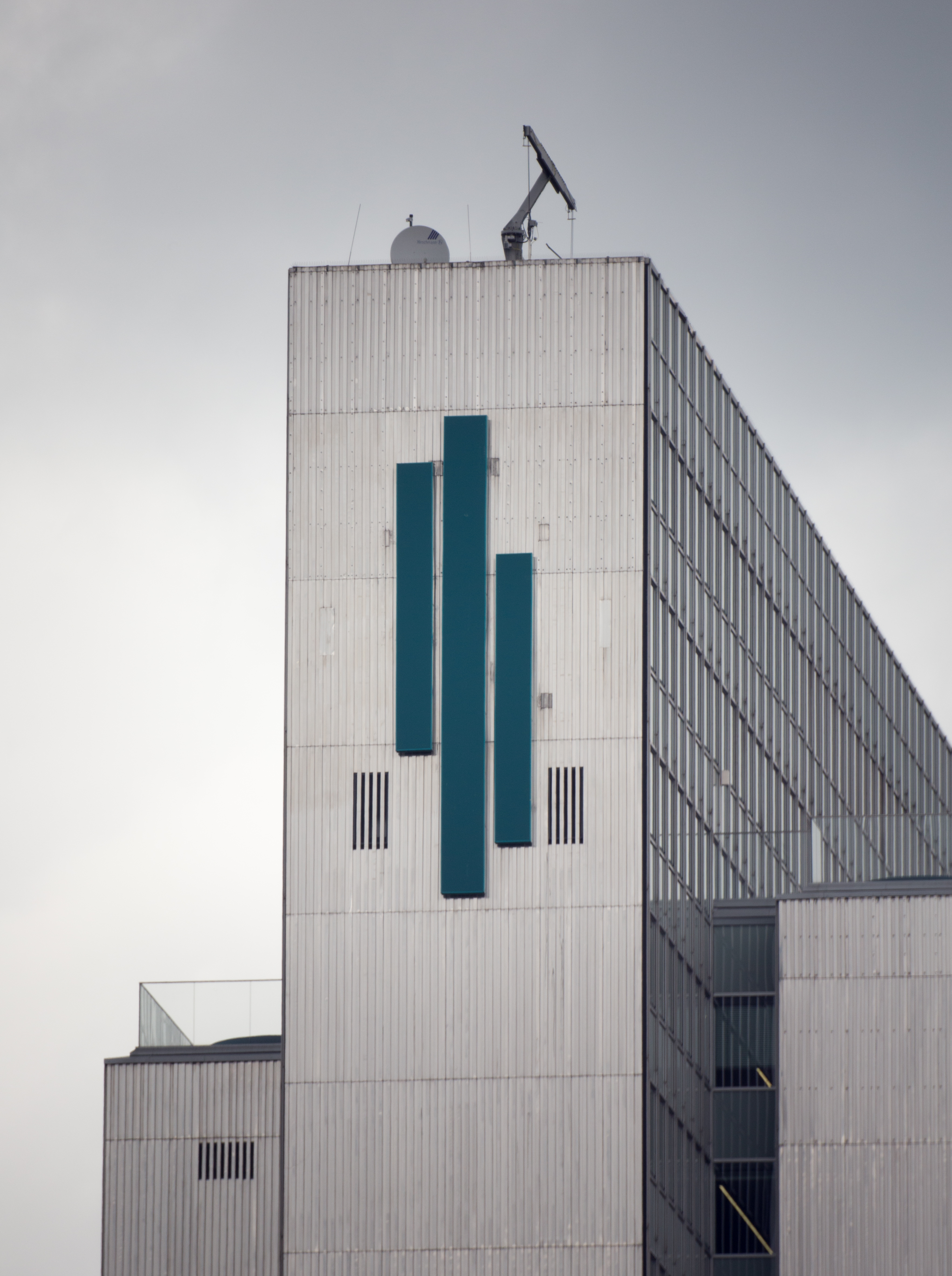
새로운 로고가 붙은 독일의 드라이샤이벤하우스(Dreischeibenhaus), Samyang/Walimex 500mm f/8.0으로 촬영
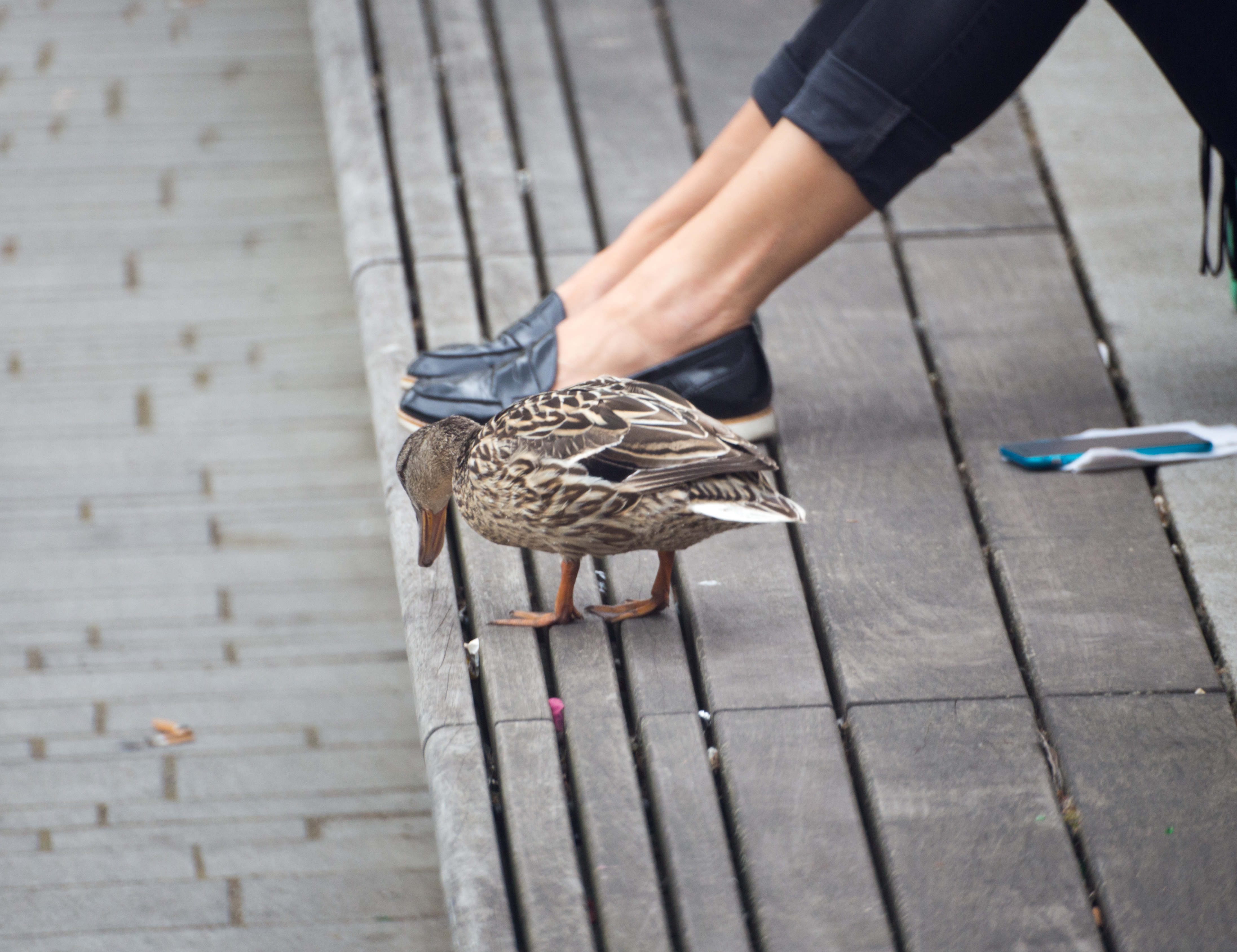
삼양/왈리멕스 500mm f/8.0으로 촬영한 오리
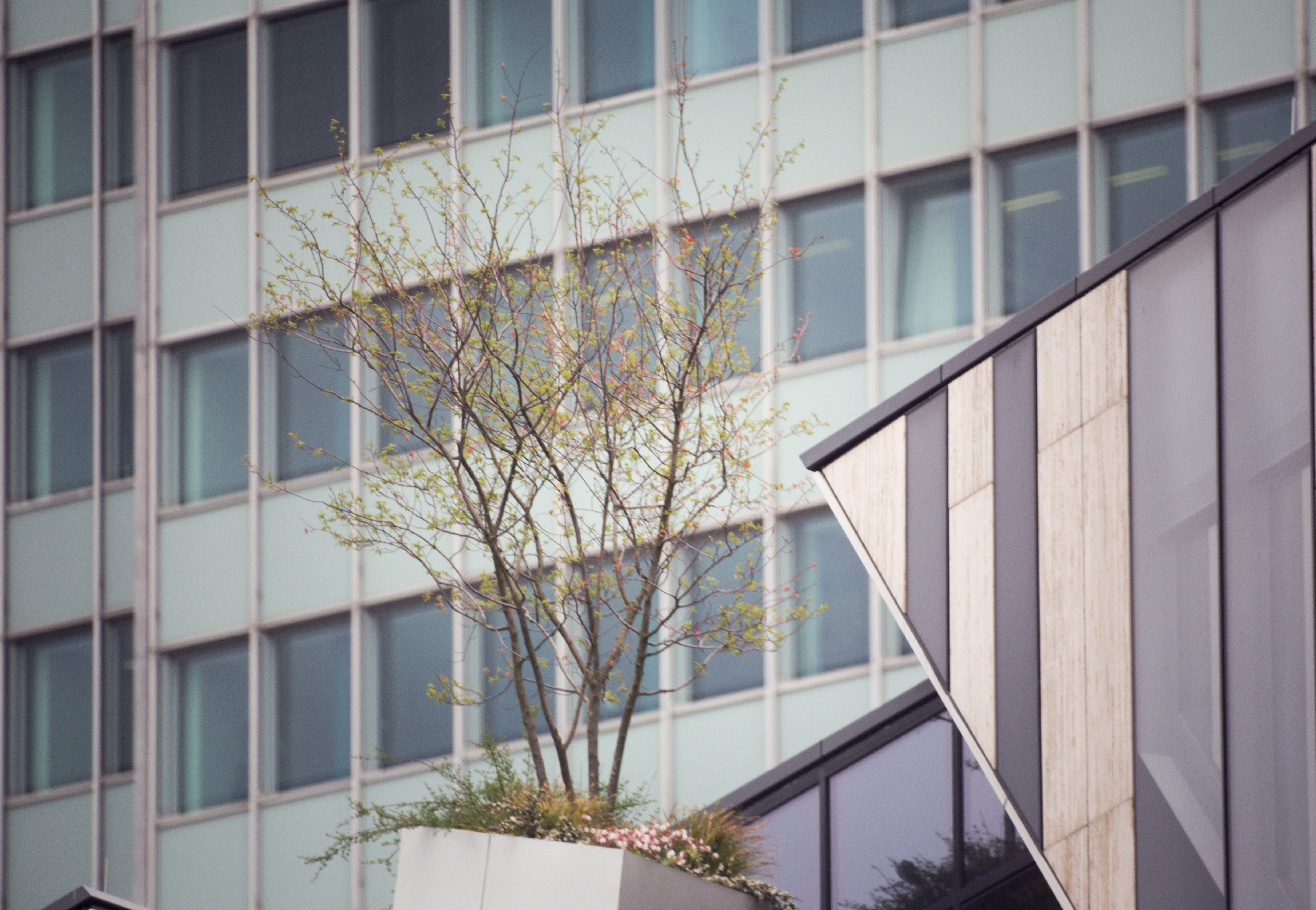
Samyang/Walimex 500mm f/8.0으로 촬영한 독일 Kö-Bogen 나무
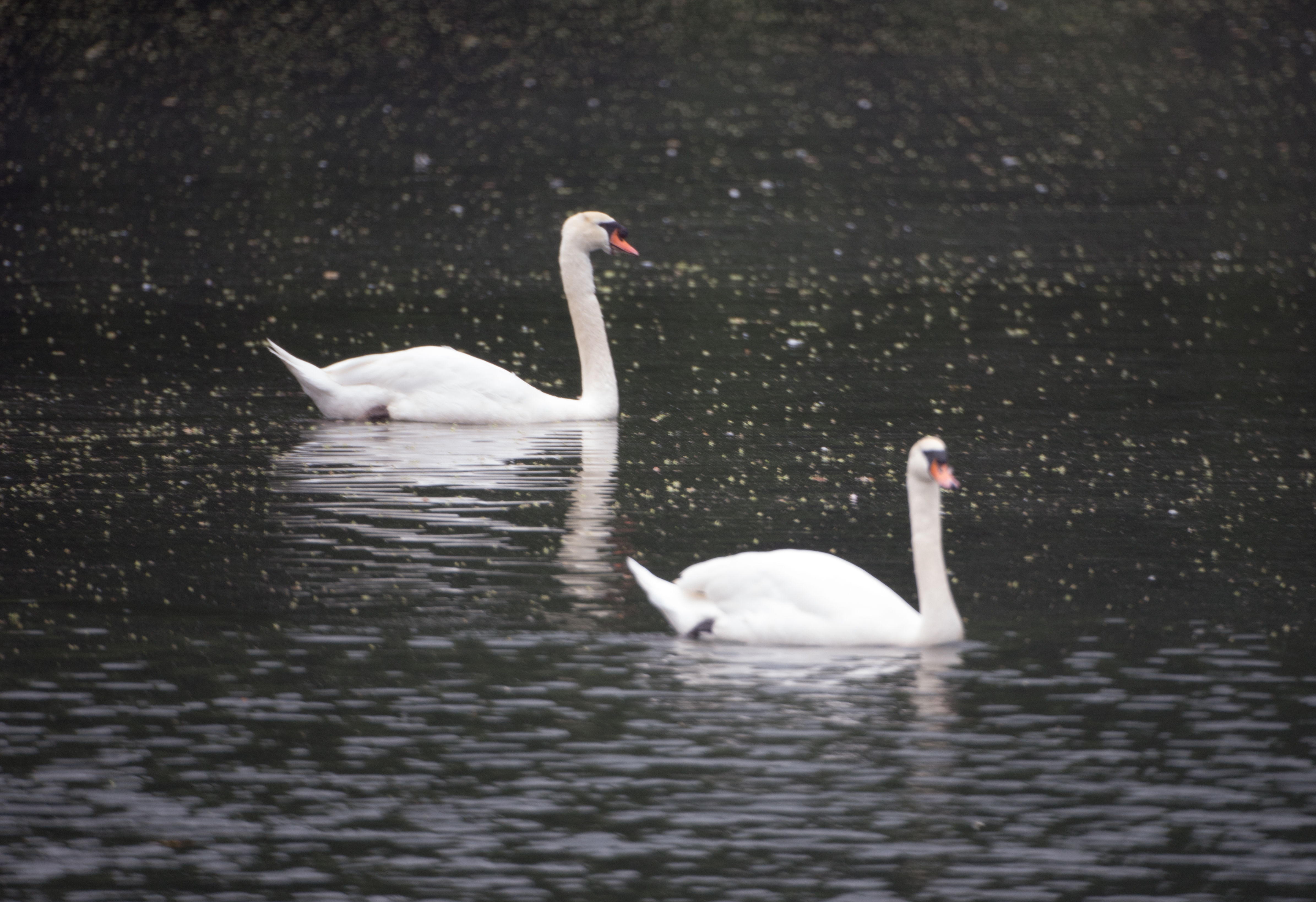
삼양/왈리멕스 500mm f/8.0으로 촬영한 백조